# Война Пакиша
Война Пакиша — кратковременный пограничный конфликт между Перу и Эквадором, произошедший в 1981 году. Один из трёх вооружённых конфликтов между этими странами в XX веке.
Как и предыдущая война 1941 года, конфликт разгорелся из-за спорной территории на границе двух стран. Непосредственной причиной послужило установление Эквадором трёх пограничных постов на восточных склонах горной цепи Кордильера-дель-Кондор, то есть на территории, принадлежность которой оспаривалась Перу. Посты носили названия Пакиша (Paquisha), Майаику (Mayaicu) и Мачиназа (Machinaza); перуанцы называли их «ложными» (Falso). Пост Пакиша дал название всему конфликту.
Перуанская сторона обнаружила присутствие эквадорских военнослужащих на этой территории 22 января 1981 года, когда отправленный на разведку вертолёт Ми-8 подвергся обстрелу с земли. 28 января перуанская армия начала операцию по выдворению эквадорцев с «ложных» постов. Высадив вертолётные десанты (предположительно впервые в истории Латинской Америки), силы Перу быстро выбили противника со всех трёх постов. Один из них затем посетил президент Перу Белаунде Терри, продемонстрировавший журналистам трофейное оружие. Уже 2 февраля на заседании Организации американских государств было объявлено прекращение огня. 19 февраля эквадорская сторона попыталась предпринять наступление в спорном районе, которое было отбито. На этом боевые действия закончились.
В ходе войны обе стороны довольно активно использовали авиацию; ВВС Перу совершили 107 боевых вылетов, ВВС Эквадора — 179. Было отмечено два воздушных боя. В одном случае с обеих сторон участвовала пара штурмовиков A-37, в другом эквадорские истребители «Мираж» F-1 перехватили несколько перуанских Су-22, однако выпущенная ракета прошла мимо цели.
Потери сторон были незначительными; по официальным данным, они составили 12 погибших у перуанцев и 16 у эквадорцев. В боях 19 февраля был сбит перуанский вертолёт Ми-8, других потерь авиатехники в ходе конфликта не зафиксировано.
Несмотря на военную победу Перу, территориальный спор между странами оставался неразрешённым, и в 1995 году вылился в очередную войну.